# Sertão Santana
Sertão Santana är en kommun i Brasilien.   Den ligger i delstaten Rio Grande do Sul, i den södra delen av landet, 1 700 km söder om huvudstaden Brasília. Antalet invånare är 5 850.
I omgivningarna runt Sertão Santana växer huvudsakligen savannskog. Runt Sertão Santana är det glesbefolkat, med 19 invånare per kvadratkilometer.